# Ostatnie chwile Fryderyka Chopina
Ostatnie chwile Fryderyka Chopina – obraz olejny na tekturze namalowany przez polskiego malarza Teofila Kwiatkowskiego w 1849 lub 1850, który jest jedynym zachowanym wizerunkiem z serii pięciu namalowanych przez Kwiatkowskiego. Artysta towarzyszył swojemu przyjacielowi Fryderykowi Chopinowi przy łożu śmierci 17 października 1849 w domu numer 12 na Place Vendôme w Paryżu. 
Na obrazie obok Chopina stoi Marcelina Czartoryska (jedna z najzdolniejszych uczennic kompozytora), po prawej na krześle siedzi przyjaciel Chopina Wojciech Grzymała, za którym stoi Kwiatkowski. Po lewej widzimy siostrę Chopina Ludwikę Jędrzejewicz, a za nią księdza Aleksandra Jełowickiego.
Obraz znajduje się w zbiorach Muzeum Fryderyka Chopina w Warszawie.